# India neerlandesa

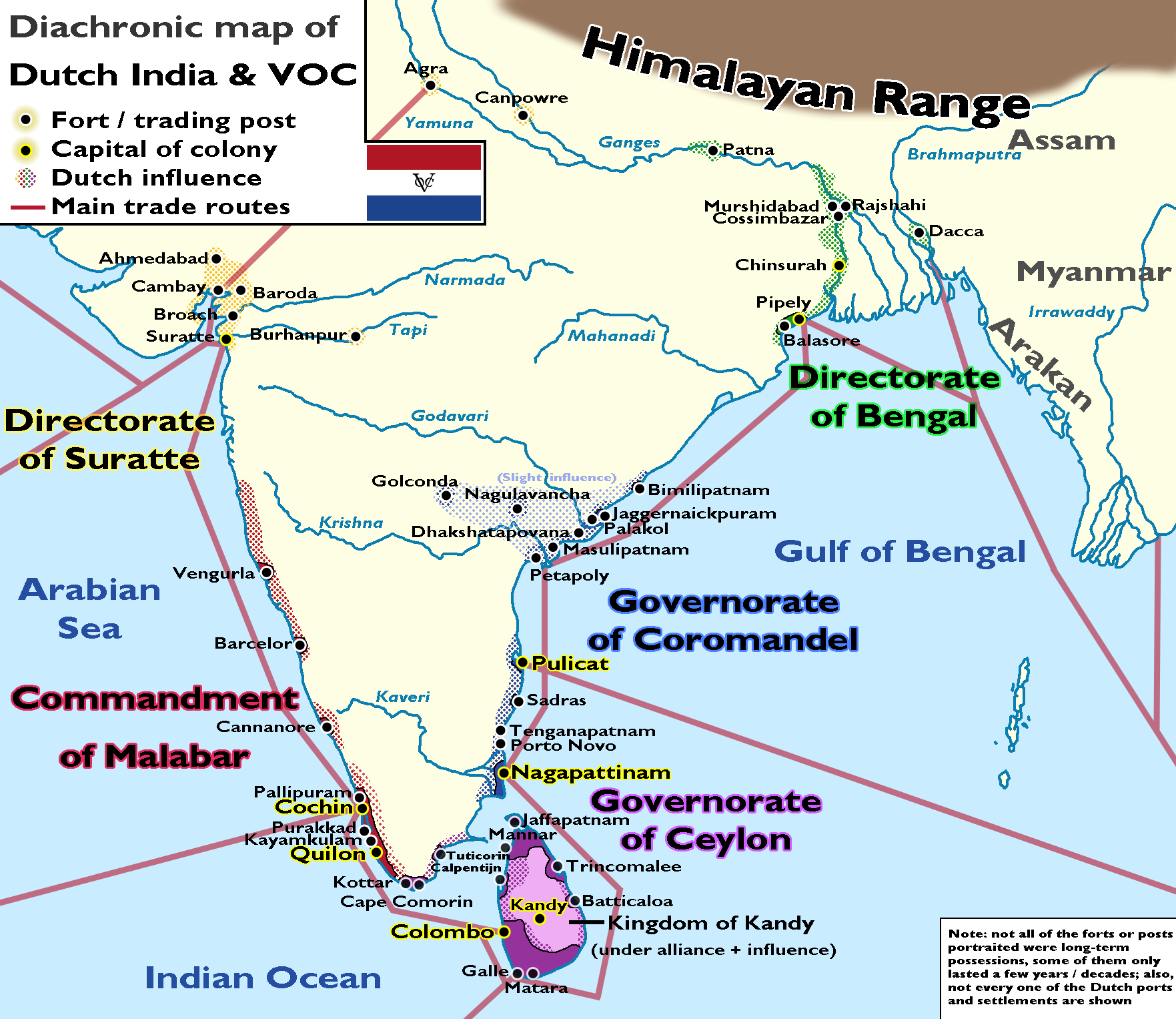
Mapa diacrónico de los asentamientos y fábricas neerlandesas en el subcontinente indio (1501-1739).

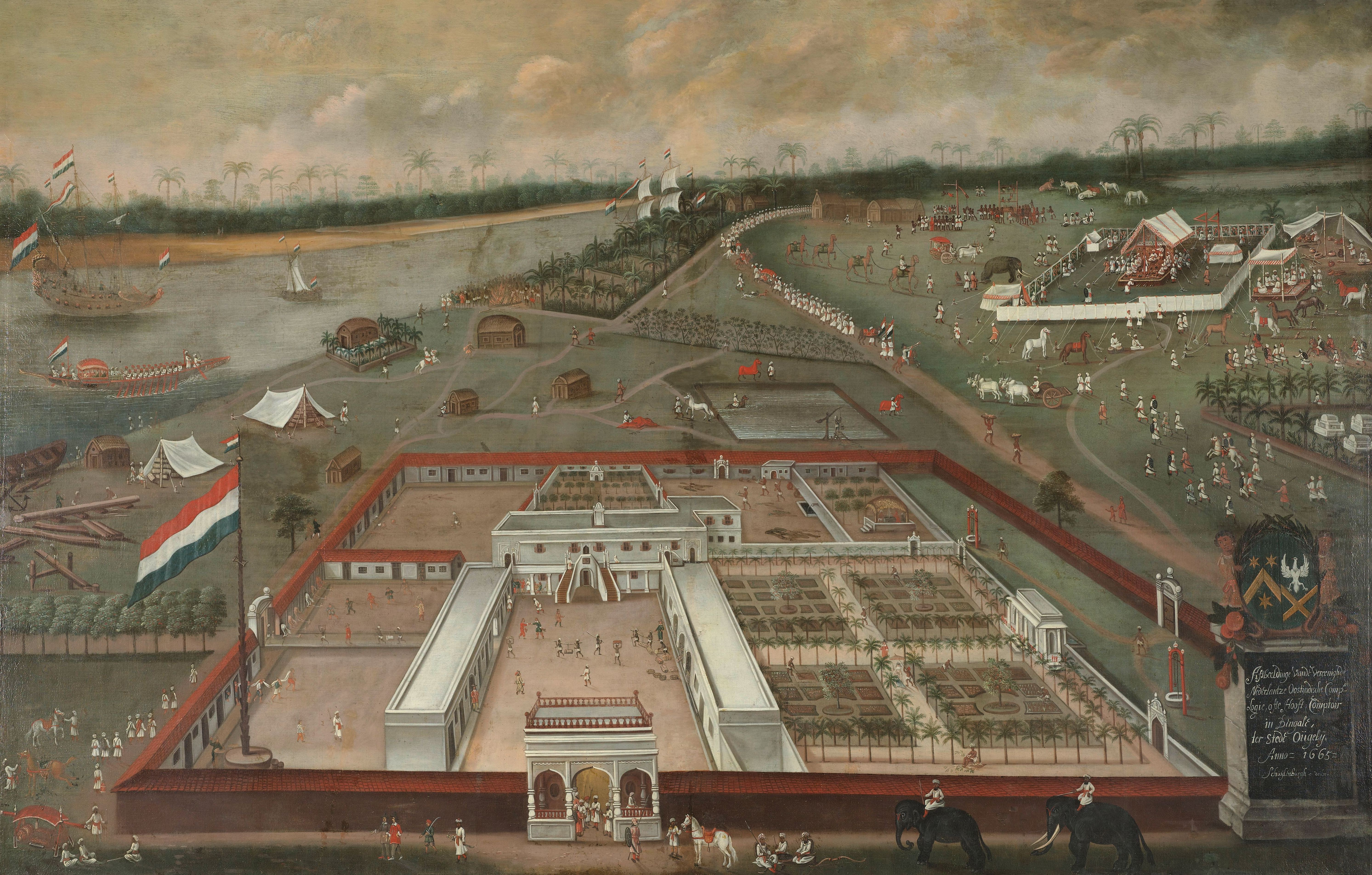
Fábrica de la Compañía Neerlandesa de las Indias Orientales en Hugli-Chuchura, Bengala. Hendrik van Schuylenburgh, 1665.

La expresión India neerlandesa (llamada erróneamente India holandesa) designa las posesiones coloniales neerlandeses en el subcontinente indio, mientras que la de Indias neerlandesas se refiere a las nociones más amplias de las Antillas Neerlandesas (en las Américas) y en especial de las Indias Orientales Neerlandesas (todo aquello al este del Cabo de Buena Esperanza, pero principalmente Indonesia, la joya colonial de la corona neerlandesa), llamadas a menudo con el término informal de Indië ('región de la Gran India', en neerlandés). Su capital fue Cochin, en la costa de Malabar.

## Cronología de la India neerlandesa
- 1605 — Los neerlandeses crean su primera fábrica india en Masulipatnam.
- 1610-1825 — Pulicat deviene en posesión neerlandesa.
- 1638 — Se establece una fábrica en Vengurla, en la costa de Konkan.
- 1658-1795 — Tuticorin deviene posesión neerlandesa.
- 1658-1781 — Negapatnam deviene posesión neerlandesa.
- 1780-1784 — La costa de Coromandel es ocupada por el Reino Unido.
- 1795-1818 — Ocupación británica de todos los asentamientos neerlandeses en la India según las cartas de Kew.
- 1818 — Malabar es anexionada a la India Británica.
- 1818 — Los asentamientos de Coromandel son devueltos a Países Bajos.
- 1825 — Coromandel es cedido a Gran Bretaña, convirtiéndose en parte de la India Británica.

## Lista de colonias
Colonias neerlandesas en la Costa de Malabar (costa suroccidental de la India):
- Cranganore de Cranganor (Kodungallor) (1662)
- Cochin de Cima (Pallipuram) (1661)
- Cochin, Cochin de Baixo o Santa Cruz (1663)
- Quilon (Coylan) (1661)
- Cananor (1663-1790)
- Kundapura (1667-1682)
- Kayankulam (ca. 1645)
- Ponnani (ca. 1663).

Colonias neerlandesas en la costa de Coromandel (en la costa oriental de la India):
- Golkonda (1662 - ca. 1733)
- Bimilipatnam (1687-1795, 1818-1825)
- Jaggernaikpoeram (1734-1795, 1818-1825)
- Daatzeram (1633-1730)
- Nagelwanze (1669-1687)
- Palikol (1613-1781, 1785-1795, 1818-1825)
- Masulipatnam (1605–1756)
- Petapoeli or Nizampatnam (1606-1668)
- Paliacatta (1610-1781, 1785-1795, 1805-1825)
- Sadras (1654-1757, 1785-1795, 1818-1825)
- Tierepopelier (Thiruppapuliyur, Thiruppadiripuliyur) (1608-1625)
- Tegenapatnam, Coedeloer (Cuddalore) (1647-1758)
- Porto Novo, (1608-1825)
- Negapatnam (1658-1781)
- Tuticorim (1658-1825).

## Bengala neerlandesa
En 1608 los Países Bajos fundaron su primera colonia en la India. En 1625 la Compañía Neerlandesa de las Indias Orientales, comúnmente conocida como la Companie Jan o VOC, estableció un asentamiento en Chinsurah a pocas millas al sur de Bandel para el comercio de opio, sal, muselina y especias. Se construyó un fuerte llamado Fort Gustavius y una iglesia y varios otros edificios. Un famoso francés, el general Perron, que se desempeñó como consejero militar del Mahrattas, se asentó en esta colonia neerlandesa y construyó una gran casa aquí. El asentamiento neerlandés de Chinsurah sobrevivió hasta 1825, cuando los neerlandeses en su proceso de consolidación de sus intereses en la actual Indonesia, cedieron Chinsurah a los ingleses a cambio del Fuerte Marlborough, Provincia de Bengkulu en la isla de Sumatra (como parte del Tratado anglo-neerlandés de 1824).
El fuerte Gustavius desde entonces ha desaparecido de la faz de Chinsurah y la iglesia se ha derrumbado recientemente debido al desuso, pero gran parte de la herencia neerlandesa permanece. Esta incluye los antiguos cuarteles, la residencia del Gobernador, la casa del general Perron, actualmente la escuela de Chinsurah, y el viejo edificio de la factoría, ahora la oficina del Alto Comisionado de la División.